# Bootanelleus
Bootanelleus is een geslacht van vliesvleugeligen uit de familie Torymidae. De wetenschappelijke naam van dit geslacht is voor het eerst geldig gepubliceerd in 1915 door Girault.

## Soorten
Het geslacht Bootanelleus omvat de volgende soorten:
- Bootanelleus aereus (Girault, 1915)
- Bootanelleus ashmeadi (Girault, 1915)
- Bootanelleus auritibiae (Girault, 1915)
- Bootanelleus hyalinus (Girault, 1915)
- Bootanelleus leai (Girault, 1929)
- Bootanelleus longifasciatus (Girault, 1915)
- Bootanelleus nonvitta (Girault, 1938)
- Bootanelleus nympha (Girault, 1937)
- Bootanelleus orientalis (Mathur & Hussey, 1956)
- Bootanelleus pax (Girault, 1915)
- Bootanelleus sanguiniventris (Girault, 1915)
- Bootanelleus victoriae (Girault, 1928)
- Bootanelleus viridiscutellum Girault, 1915